# Матисс, Анри
Анри́ Эми́ль Бенуа́ Мати́сс (фр. Henri Émile Benoît Matisse; 31 декабря 1869, Ле-Като-Камбрези — 3 ноября 1954, Ницца) — французский живописец, рисовальщик, гравёр и скульптор. Один из главных европейских художников периода модернизма. Вошёл в историю искусства своим стремлением передачи эмоций через форму и цвет. Один из основоположников и ведущих представителей фовизма (вместе с Андре Дереном).

## Биография и творчество

### Детство и юность
Анри Эмиль Бенуа Матисс (фр. Henri Émile Benoît Matisse) родился 31 декабря 1869 года в городке Ле-Като-Камбрези, в Пикардии на севере Франции. Он был старшим сыном в семье Эмиля Ипполита Матисса и Элоизы Анны Жерар. Его детские годы прошли в соседнем городке Боэн-ан-Вермандуа, где отец, преуспевающий торговец зерном, держал лавку. Мать помогала отцу в лавке и занималась росписью керамики.
В 1872 году родился его младший брат, Эмиль Огюст. По воле отца старший сын должен был унаследовать семейное дело, но Анри, проучившись с 1882 по 1887 год в средней школе и лицее Анри Мартен в городке Сен-Кантен, уехал в Париж изучать юриспруденцию в Школе юридических наук.
В августе 1888 года, после окончания учёбы, молодой Анри получил право работать по специальности. Он возвратился в Сен-Кантен и устроился на работу клерком у присяжного поверенного.

#### Творческое становление
В 1889 году у Анри развился острый аппендицит. Когда он поправлялся после операции, мать купила ему принадлежности для рисования. Анри впервые начал рисовать, копируя цветные открытки во время двухмесячного пребывания в больнице. Это его так увлекло, что он, преодолев сопротивление отца, решил стать художником и записался в школу рисунка Кантен де ла Тур, где обучались чертёжники для текстильной промышленности.
В 1891 году он оставил юридическую практику и снова приехал в Париж, где поступил в Академию Жюлиана. Анри учился у известного мастера салонного искусства, Виллиама Бугро, готовясь к вступительным экзаменам в Парижскую школу изящных искусств, куда, однако, не поступил.
В 1893 году он перешёл в Школу декоративных искусств, где познакомился с юным Альбером Марке. В 1895 году оба выдержали вступительные экзамены в Школу изящных искусств и были приняты в мастерскую Гюстава Моро, у которого с 1893 года они обучались в качестве приглашённых студентов. Здесь Анри познакомился с Жоржем Руо, Шарлем Камуэном, Шарлем Мангеном и Анри Эвенепулом.
Во время обучения он копировал в Лувре произведения старых французских и голландских мастеров. Особое влияние на него в период ученичества оказало творчество Жана-Батиста Симеона Шардена, им были сделаны копии четырёх его картин. Творчество Анри в это время также находилось под влиянием современных ему художников и японского традиционного искусства.
Лето 1896 года он провёл на острове Бель-Иль у побережья Бретани, вместе с Эмилем Бери, соседом по лестничной площадке в Париже.
Здесь Анри познакомился с художником из Австралии, Джоном Питером Расселом, другом Огюста Родена, коллекционером произведений Эмиля Бернара и Винсента ван Гога. В 1897 году он снова посетил его.
Джон Питер Рассел познакомил Анри с импрессионизмом и работами Ван Гога, с которым он был дружен в течение десяти лет, и даже подарил Анри два его рисунка. Их общение кардинальным образом повлияло на творчество художника, и позднее он называл Джона Питера Рассела своим учителем, объяснившим ему теорию цвета.
В 1896 году пять картин Анри были выставлены в Салоне Национального общества изящных искусств, две из которых были приобретены государством, в том числе его Читающая, написанная в 1894 году и приобретенная для президентской резиденции в Рамбуйе. После выставки по предложению Пьера Пюви-де-Шавана Анри Матисс стал членом-корреспондентом Салона.

### Зрелые годы
10 января 1898 года Анри Матисс женился на Амели Парейр (фр. Amélie Noellie Parayre), дочери школьного учителя из Тулузы. В этом браке родилось двое сыновей: Жан-Жерар (1899—1976) и Пьер (1900—1989); ранее в 1894 году от связи с моделью Каролин Жобло (фр. Caroline Joblau) родилась дочь Маргерит (1894—1982), перешедшая в новую семью. Жена и дочь были любимыми моделями художника.
По совету Камиля Писсарро в свой медовый месяц он отправился с женой в Лондон изучать картины Уильяма Тёрнера. Затем супруги предприняли путешествие по Корсике, во время которого побывали также в Тулузе и Генуе. В феврале 1899 года они вернулись в Париж.
Со смертью Гюстава Моро в 1899 году у Анри возникли разногласия с его преемником, Фернаном Кормоном, и он ушёл из Школы изящных искусств. После очередного краткого обучения в Академии Жюлиана художник поступил на курсы Эжена Каррьера. Здесь Анри познакомился с Андре Дереном, Жаном Пюи, Жюлем Фландреном и Морисом де Вламинком.
Его первой пробой в скульптуре была копия работы Антуана-Луи Бари, сделанная им в 1899 году.
В 1900 году, наряду с работой над картинами, Анри начал посещать вечерние курсы Антуана Бурделя в Академии де ля Гранд-Шомьер. По утрам вместе с Альбером Марке он рисовал в Люксембургском саду, а по вечерам посещал занятия скульптурой.
Рост семьи, отсутствие постоянного дохода и потеря шляпного магазинчика, которым, вместе с партнёром, владела его жена, стали причиной того, что детям пришлось переехать к родителям Анри. Испытывая серьёзные денежные затруднения, он поступил на работу в качестве художника-декоратора. Вместе с Альбером Марке он занимался декорированием объектов для Всемирной выставки в Гран-Пале, в Париже в 1900 году. Работа была изнурительной, и Анри заболел бронхитом. В 1901 году, после недолгого лечения в Швейцарии, где он продолжал много работать, некоторое время Анри провел вместе с семьёй у родителей в Боэн-ан-Вермандуа. В те дни художник был настолько расстроен, что даже думал отказаться от занятия живописью.

#### Импрессионистский период
С 1890 по 1902 год Матисс ежегодно создавал несколько картин, близких по духу импрессионистам. Таковы натюрморты Бутылка схидама (1896), Десерт (1897), Фрукты и кофейник (1898), Посуда и фрукты (1901). Два его ранних пейзажа, Булонский лес (1902) и Люксембургский сад (1902), свидетельствуют о попытках художника найти свой путь в искусстве.
1901—1904 годы были для него временем интенсивных творческих поисков. Матисс погрузился в исследования произведений других художников, и, несмотря на серьёзные финансовые затруднения, приобретал картины авторов, работой которых он восхищался. На одном из написанных им в то время полотен изображены гипсовый бюст работы Огюста Родена, рисунок Винсента ван Гога, картины Поля Гогена и Поля Сезанна. Структура живописи и работа с цветом последнего оказали особенное влияние на творчество Матисса, назвавшего его своим главным вдохновителем.
В феврале 1902 года он принял участие в совместной выставке во вновь открывшейся галерее Берты Вейль. В апреле и июне того же года впервые были куплены его произведения. В июне 1904 года состоялась первая персональная выставка Анри Матисса в галерее Амбруаза Воллара, не имевшая, однако, большого успеха. Тем же летом, вместе с художниками-неоимпрессионистами Полем Синьяком и Анри Кроссом, он уехал на юг Франции, в Сен-Тропе. Под влиянием работы Поля Синьяка «Эжен Делакруа и Неоимпрессионизм» Матисс начал работать в технике дивизионизма, используя раздельные точечные мазки. В Сен-Тропе из-под кисти художника вышел первый шедевр — Роскошь, покой и наслаждение (1904/1905). Но довольно скоро Матисс отказался от использования техники пуантилизма в пользу широких, энергичных штрихов.

#### Фовистский период
Лето 1905 года Матисс провёл с Андре Дереном и Морисом де Вламинком в Колиуре, рыбацкой деревне на Средиземном море. Это время ознаменовало значительный поворот в творческой деятельности художника. Вместе с Андре Дереном Матисс создал новый стиль, вошедший в историю искусства под названием фовизм. Для его картин того периода характерны плоские формы, чёткие линии и менее строгий пуантилизм.
Фовизм как направление в искусстве появился в 1900 году на уровне экспериментов и был актуален до 1910 года, само же движение длилось всего несколько лет, с 1904 по 1908 год, и имело три выставки. Движение фовизма получило своё название от небольшой группы единомышленников, художников Анри Матисса, Андре Дерена и Мориса де Вламинка.
Когда осенью 1905 года будущие фовисты впервые представили широкой публике свои работы на Осеннем салоне в Париже, их резкие, энергичные краски буквально потрясли зрителей и вызвали негодование у критиков. Камиль Моклер сравнил выставку с горшком краски, брошенным в лицо общественности. Другой критик, Луи Воксель, в рецензии Донателло среди дикарей! (фр. Donatello parmi les fauves!), опубликованной 17 октября 1905 года в газете Жиль Блаз, дал художникам ироничное прозвище «фовистов», то есть «дикарей» (фр. fauves).
Матисс представил на выставке две работы, Открытое окно и Женщина в шляпе. Критика Луи Вокселя была направлена прежде всего на картину Женщина в шляпе. Коллекционер из США Лео Стайн, брат известных коллекционеров, Майкла Стайна и Гертруды Стайн, купил у художника эту картину за 500 франков. Скандальный успех повысил рыночную стоимость работ Матисса, что позволило ему продолжить занятия живописью.
После выставки в начале 1906 года в галерее Берней-Жён, 20 марта 1906 года в Салоне Независимых художник представил свою новую картину Радость жизни, в сюжете которой сочетались мотивы пасторали и вакханалии. Реакция критиков и академических кругов на произведение была крайне раздражительной. Среди критиков оказался и Поль Синьяк, вице-президент «независимых». Пост-импрессионисты отошли от Матисса. Однако Лео Стайн приобрел и эту картину, увидев в ней важный образ современности.
В том же году Матисс познакомился с молодым художником Пабло Пикассо. Их первая встреча состоялась в Салоне Стайн на улице Рю де Флёрю в Париже, в котором Матисс регулярно выставлялся в течение года. Творческая дружба художников была полна и духа соперничества, и взаимного уважения. Гертруда Стайн, вместе с друзьями из Балтимора в США, сёстрами Кларабель и Эттой Коэнами, были меценатами и коллекционерами Анри Матисса и Пабло Пикассо. Ныне Коллекция сестёр Коэн является ядром экспозиции Музея искусств в Балтиморе.
В мае 1906 года Матисс приехал в Алжир и побывал в оазисе Бискра. Во время поездки он не рисовал. Сразу по возвращении во Францию им была написана картина Голубая обнажённая (Воспоминание о Бискре) и создана скульптура Лежащая обнажённая I (Аврора). Из двухнедельной поездки он привёз керамику и ткани, которые затем часто использовал в качестве фона для своих картин.
Под впечатлением поездки Матисс увлекся линейными орнаментами мусульманского Востока в стиле арабесок. В его графике арабеск сочетался с тонкой передачей чувственного обаяния натуры. В это время он открыл для себя скульптуру народов Африки, стал интересоваться примитивизмом и классической японской ксилографией. Тогда же появились первые литографии художника, гравюры на дереве и керамика.
Матисс был признан лидером фовистов, наряду с Андре Дереном. Каждый из них имел своих последователей. Другими значительными художниками в движении были Жорж Брак, Рауль Дюфи, Кеес ван Донген и Морис де Вламинк. Все они (кроме Кееса ван Донгена) были учениками Гюстава Моро, подтолкнувшего учеников думать вне формальных рамок и следовать своему видению.
Снижение роли фовизма после 1906 года и распад группы в 1907 году никоим образом не повлияли на творческий рост самого Матисса. Многие из его лучших работ были созданы им в период между 1906 и 1917 годами.
В 1907 году Матисс отправился в путешествие по Италии, во время которого посетил Венецию, Падую, Флоренцию и Сиену.

#### Академия Матисса
По совету и при поддержке Майкла, Сары, Гертруды и Лео Стайнов, Ганса Пуррмана, Мардж и Оскара Моллов и других меценатов он основал частную школу живописи, которая получила название Академии Матисса. В ней он преподавал с января 1908 по 1911 год. За это время в академии получили образование 100 студентов из числа соотечественников художника и иностранцев. Ганс Пуррман и Сара Стайн были назначены ответственными за организацию и управление академией.
Студии разместились сначала в бывшем монастыре на улице де Севр в Париже. Это помещение Матисс снял ещё в 1905 году в дополнение к своей студии на набережной Сен-Мишель. После основания частной академии было арендовано ещё одно помещение бывшего монастыря. Тем не менее через несколько недель школа переехала в бывший монастырь на углу улицы Рю де Вавилон и бульвара Инвалидов.
Обучение в академии носило некоммерческий характер. Матисс придавал большое значение классической базовой подготовке молодых художников. Раз в неделю все вместе они посещали музей, согласно учебной программе. Работа с моделью начиналась только после освоения техники копирования. За время существования академии доля студенток в ней была всегда на удивление высокой.
В 1908 году Матисс совершил свою первую поездку в Германию. Там он познакомился с художниками из группы Мост. 25 декабря 1908 года в Гран Ревю были опубликованы его «Заметки живописца» (фр. Notes d’un Peintre), в которых он сформулировал свои художественные принципы, говоря о необходимости непосредственной передачи эмоций за счет простых средств.

#### Русские коллекционеры
Одним из первых, кто оценил талант Матисса, был русский предприниматель и коллекционер Сергей Иванович Щукин. В 1908 году он заказал художнику три декоративных панно для своего дома в Москве: Танец (1910), Музыка (1910) и Купание, или Медитация (последнее панно осталось лишь в эскизах). В них господствовали яркие краски, а композиции, заполненные движущимися в танце или играющими на музыкальных инструментах обнаженными людьми, символизировали природные стихии — воздух, огонь и землю. Перед отправкой в Россию панно были выставлены в Париже.
В связи с установкой картин Анри Матисс по приглашению Щукина в 1911 году лично посетил Санкт-Петербург и Москву, где ему был оказан восторженный и тёплый прием. Отвечая на вопросы журналистов, которые интересовались его впечатлениями о стране, он сказал:

«Я видел вчера коллекцию старых икон. Вот большое искусство. Я влюблен в их трогательную простоту, которая для меня ближе и дороже картин Фра Анджелико. Я счастлив, что наконец попал в Россию. Я жду многого от русского искусства, потому что чувствую: в душе русского народа хранятся несметные богатства; русский народ ещё молод. Он не успел ещё растратить жара своей души».

На деньги, заработанные от продажи своих картин русским предпринимателям и коллекционерам Сергею Ивановичу Щукину и Ивану Абрамовичу Морозову, художник смог, наконец, окончательно преодолеть материальные затруднения.

#### Переезд в Исси-ле-Мулино
В 1909 году Матисс оставил резиденцию на набережной Сен-Мишель в Париже и переехал в Исси-ле-Мулино, где купил дом и построил студию (ныне авеню Шарля Де Голля, 92). В течение длительного времени члены его семьи служили для него моделями и исполняли все просьбы художника, например, дети должны были молчать во время еды, чтобы не нарушать концентрированности отца.
После посещения большой выставки исламского искусства в Мюнхене, во время его второго путешествия в Германию в 1910 году, Матисс провел два месяца в Севилье, на юге Испании, изучая мавританское искусство. В 1911 году он отошёл от педагогической деятельности и полностью посвятил себя творчеству.
В 1912 году состоялась первая выставка Матисса в США, организованная Алфредом Стиглицом в Галерее 291 в Нью-Йорке. Уже в следующем году несколько картин Матисса попали на выставку Армори Шоу в Нью-Йорке и вызвали бурю негодования у консервативной американской публики. Тем не менее его произведения продолжали выставляться в США Уолтером Пачем, казначеем Армори Шоу, с 1914 по 1926 год.
Примерно в это же время некоторые композиции Матисса, по мнению многих критиков, были созданы художником под влиянием кубизма. Это связывали с его дружбой с Пабло Пикассо. Матисс говорил, что оба художника во время их встреч и бесед много дали друг другу. При этом Пабло Пикассо брал на себя роль «адвоката дьявола», выискивая в произведениях Матисса слабые стороны.
С 1911 по 1913 год художник дважды побывал в Марокко. Результатом этих путешествий, последнее из которых он осуществил совместно с художником Шарлем Камуаном, стало появление ярких, излучающих свет ландшафтов и фигурных композиций, краски которых резко контрастировали друг с другом, как, например, в картинах Бербер (1913) и Арабская кофейня (1913).
Летом 1914 года Матисс в третий раз посетил Германию, на этот раз Берлин. В том же году с началом Первой мировой войны немолодой художник обратился с просьбой принять его добровольцем в действующую армию, но ему отказали по состоянию здоровья. Мать осталась на оккупированных противником территориях, брат попал в плен, сыновья и друзья воевали на фронтах. Только жена и дочь остались возле художника.

#### Переезд в Ниццу
В 1916 году Матисс по совету врачей из-за обострений последствий бронхита некоторое время провёл в Ментоне, а зиму 1916—1917 года — в Симье, пригороде Ниццы, в номере отеля Бо-Риваж, откуда переехал в отель Медитерран. В 1921 году он поселился в двухэтажной квартире на площади Шарль-Феликс в Симье. С мая по сентябрь художник регулярно возвращался в Исси-ле-Мулино, где работал в своей мастерской.
В 1918 году в галерее Гийом прошла совместная выставка Матисса и Пикассо. В Ницце он познакомился с Огюстом Ренуаром и Пьером Боннаром.
Это было время невероятно интенсивного внутреннего развития: новой угловатой геометрии и нового колорита с преобладанием жемчужно-серого и чёрного. Расслабляющая атмосфера юга Франции вдохновила его на создание чувственной серии Одалиски. В ней Матисс изобразил облачённых в экзотические наряды женщин на декоративном фоне. В Ницце он написал множество интерьеров, в которых внутреннее и внешнее пространства неизменно разделены между собой. При этом художник прибегал к синтезу природных и орнаментальных узоров и красок.
В 1920 году по просьбе Сергея Дягилева он создал эскизы костюмов и декораций для балета «Песнь соловья» на музыку Игоря Стравинского в хореографии Леонида Мясина. Позднее, в 1937 году, им также были сделаны эскизы декораций для балета «Красное и чёрное» на музыку Дмитрия Шостаковича в хореографии Леонида Мясина.
В 1920-е годы имя художника приобрело всемирную известность. Его выставки прошли во многих городах Европы и Америки. В июле 1925 года Матисс получил звание кавалера ордена Почётного легиона. В 1927 году его сын, Пьер Матисс, ставший галеристом, организовал выставку отца в Нью-Йорке, и в том же году художник получил премию Института Карнеги в Питтсбурге за картину Компотница и цветы.
В конце 1920-х годов Матисс активно сотрудничал с другими художниками, и работал не только с европейцами — французами, голландцами, немцами и испанцами, но и с американцами и американцами-эмигрантами. Он вернулся к занятию скульптурой, которое оставил в предыдущие годы.
В 1930 году Альберт Барнс, коллекционер из США, заказал Матиссу настенную декорацию для своего частного музея. В том же году художник приехал на Таити, где работал над двумя вариантами декоративных панно для фонда Барнса. При создании панно Танец II (1932) Матисс впервые применил цветную бумагу, из которой вырезал нужные формы.
На обратном пути с Таити в сентябре 1930 года он посетил Альберта Барнса в Мерионе, пригороде Филадельфии, в США и принял его заказ на создание триптиха Танец II (1932—1934). В 1933 году в Нью-Йорке у художника родился внук, Поль Матисс, сын Пьера Матисса.
Во время масштабной работы по росписи фонда Барнса Матисс нанял в секретари молодую русскую эмигрантку, Лидию Делекторскую (1910—1998), служившую для него также моделью. Но жена художника настояла на её увольнении, и она была уволена. Однако супруга всё равно подала на развод. Матисс остался один и попросил Лидию Делекторскую вернуться к обязанностям секретаря.
С началом Второй мировой войны родственники пытались убедить Матисса эмигрировать в США или Бразилию. Но художник остался во Франции, в Ницце (в 1943—1948 годах жил поблизости от неё, в Вансе), а в послевоенные годы неоднократно приезжал в Париж (в 1946—1947 годах прожил там 10 месяцев).
1930-е годы стали временем, когда художник попытался подвести итог своим открытиям. Для усиления впечатления он перенёс в монументальную живопись приемы графики, как например, в картинах Розовая обнаженная (1935) и Натюрморт с устрицами (1940). В его работах того периода всё меньше экзотики и больше асимметрии. В них женские фигуры изображены в праздничных платьях, сидящими в креслах на фоне ковров, цветов и ваз.
В эти годы им были созданы эскизы для гобеленов, книжные иллюстрации. Матисс написал сцены из Одиссеи для романа «Улисс» Джеймса Джойса. В октябре 1931 года была издана первая книга с иллюстрациями художника. Им стал сборник поэзии Стефана Малларме.
В своих многочисленных работах того периода Матисс раздвигал границы картин, формы уходили в пространство за рамкой. Примером тому могут служить его картины Музыка II (1939) и Румынская блуза (1940).

### Последние годы
В 1941 году Матисс перенёс тяжёлую операцию на кишечнике. Ухудшение здоровья вынудило его упростить свой стиль. Чтобы сберечь силы, он разработал технику составления изображения из обрезков бумаги (так называемые Papiers decoupes), которая давала ему возможность добиться долгожданного синтеза рисунка и цвета. В 1943 году он начал серию иллюстраций к книге «Джаз» из раскрашенных гуашью обрезков (закончена в 1947). В 1944 году его жена и дочь были арестованы гестапо за участие в деятельности Сопротивления.
В 1946—1948 годах краски написанных Матиссом интерьеров снова стали крайне насыщенными: такие его работы, как «Красный интерьер, натюрморт на синем столе» (1947) и «Египетский занавес» (1948), построены на контрасте между светом и темнотой, а также между внутренним и внешним пространствами.
Последняя работа Матисса (1954) — макет витражного окна-розетки для церкви Покантико Хилл в Нью-Йорке по заказу Нельсона Рокфеллера.

### Капелла Чёток
В 1947 году Матисс познакомился с доминиканским священником Пьером Кутюрье, в разговорах с ним возникла идея возведения небольшой капеллы для маленького женского монастыря в Вансе. Матисс сам нашёл решение её художественного оформления. В начале декабря 1947 года он определил план работы, согласовав с доминиканскими монахами, братом Рейссинье и с отцом Кутюрье.

«Не я выбрал эту работу, судьба определила мне её в конце моего пути, моих поисков, и в Капелле я смог объединить и воплотить их».
«Работа над Капеллой потребовала от меня четырёх лет исключительно усидчивого труда, и она — результат всей моей сознательной жизни. Несмотря на все её недостатки, я считаю её своим лучшим произведением. Пусть будущее подтвердит это суждение возрастающим интересом к этому памятнику, не зависящим от его высшего назначения». — Анри Матисс.
— так художник обозначил значение своей работы над витражами и фресками для Капеллы Чёток (Капеллы Розария) в Вансе. Освящение Капеллы Чёток состоялось 25 июня 1951 года.
3 ноября 1954 года художник скончался в Симиезе (Ницца) в возрасте 84 лет.

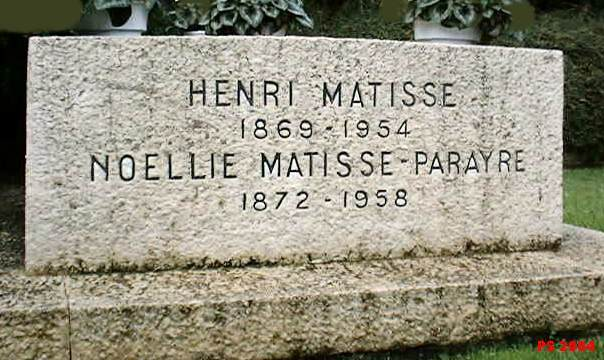
Могила Матисса в Ницце

## Матисс в культуре
- В честь Матисса назван кратер на Меркурии.
- Оперативный псевдоним одного из персонажей фильмов о Джеймсе Бонде («Казино „Рояль“» и «Квант милосердия»), а равно и романа Себастьяна Фолкса «Дьявол не любит ждать» Рене Матисса взят в честь художника.
- В нескольких фильмах Анри Матисс появляется как один из эпизодических персонажей; так, в картине «Полночь в Париже» роль Матисса сыграл Ив-Антуан Спото, а в «Прожить жизнь с Пикассо» — Джосс Акленд.

## Интересные факты
- Одна из картин Матисса — «Les coucous, tapis bleu et rose» — в феврале 2009 года была приобретена частным коллекционером во время торгов в аукционном доме Кристис за 32 миллиона евро. Натюрморт был создан художником в 1911 году[52].

## Документалистика
- Телепрограмма-лекция искусствоведа Наталии Юрьевны Семёновой из серии «История искусства». «Наталия Семёнова. Анри Матисс. „Танец“». 50 мин. ГТРК «Культура». 2019 г (10.06.2019).

## Публикации текстов и документов
Издания на русском языке
- Анри Матисс. Статьи об искусстве. Письма. Переписка. Записи бесед. Суждения современников / сост. Е. Б. Георгиевская; пер. с фр. Е. Р. Классон, Л. Н. Делекторской, Е. Б. Георгиевской, с англ. А. В. Парнаха. — М.: Искусство, 1993. — 416 с. — («Мир художника»).